# Єлань-Чишма
Єла́нь-Чишма́ (рос. Елань-Чишма, башк. Ялан-Шишмә) — село у складі Єрмекеєвського району Башкортостану, Росія. Входить до складу Суккуловської сільської ради.
Населення — 438 осіб (2010; 452 в 2002).
Національний склад:
- чуваші — 93 %